# The Combatribes
 The Combatribes (ザ・コンバットライブス) est un jeu d'action de type beat them all en 2D développé et édité par Technos Japan, se déroulant dans un univers urbain. Il est sorti sur arcade puis porté sur Super Nintendo en 1992 au Japon et 1993 en Amérique du Nord. Le jeu est ressorti sur la Console virtuelle Wii en 2009,.

## Synopsis
Dans un New York futuriste, les Combatribes sont une forces de protection des citoyens contre les gangs de la ville. Marta Splatterhead, une ancienne Combatribes, est kidnappée par le crime organisée et transformée en cyborg. L'équipe des Combatribes composée de Berserker, Bullova et Blitz doit affronter les gangs de la ville et retrouver la trace de Marta Splatterhead,.

## Système de jeu
Le jeu comporte 6 niveaux à défilement horizontal. Bien que la réalisation soit similaire à la série Double Dragon du même éditeur, elle a été critiquée,.